# Diaková
Diaková este o comună slovacă, aflată în districtul Martin din regiunea Žilina. Localitatea se află la altitudinea de 469 m deasupra n.m., se întinde pe o suprafață de 2,42 km2 și în 2017 număra 424 de locuitori. Se învecinează cu comuna Dražkovce.

## Istoric
Localitatea Diaková este atestată documentar din 1348.

## Demografie
| An:                | 1994 | 2004   | 2014    | 2024    |
| ------------------ | ---- | ------ | ------- | ------- |
| Număr de persoane: | 222  | 243    | 349     | 595     |
| Diferență:         |      | +9,45% | +43,62% | +70,48% |

| An:                | 2023 | 2024   |
| ------------------ | ---- | ------ |
| Număr de persoane: | 576  | 595    |
| Diferență:         |      | +3,29% |